# Generation Freakshow
Generation Freakshow è l'ottavo album in studio del gruppo musicale gallese Feeder.
La pubblicazione era stata prevista per il 26 marzo 2012, ma è stata posticipata al 23 aprile 2012. Avrebbe dovuto essere il secondo di una serie di due album pubblicati nel 2010, di cui fa parte l'album Renegades, ma le sessioni di registrazione sono state rinviate, facendo ritardare la pubblicazione per il 2012.

## Tracce
1. Oh My – 3:38
2. Borders – 3:29
3. Idaho – 3:28
4. Hey Johnny – 3:27
5. Quiet – 5:06
6. Sunrise – 4:02
7. Generation Freakshow – 2:49
8. Tiny Minds – 3:15
9. In All Honesty – 2:52
10. Headstrong – 3:13
11. Folls Can't Sleep – 3:48
12. Children Of The Sun – 6:32 – con la traccia fantasma Sky Life

Traccia bonus della versione iTunes britannica
1. Miles Away – 3:47

## Formazione
Feeder
- Grant Nicholas – voce, chitarra, tastiera, percussioni
- Taka Hirose – basso, voce secondaria

Altri musicisti
- Karl Brazil – batteria, percussioni
- Brian Sperber – cori in Oh My, tastiera in Hey Johnny
- Paul Spong – tromba in In All Honesty
- Nigel Walton – sequencer